# Due storie di san Nicola di Bari
Le Due storie di san Nicola di Bari sono due scomparti di predella a tempera e oro su tavola (una 74,5x54,5 cm, l'altra 73x53) di Paolo Veneziano, databili al 1346 circa e conservati alla Galleria degli Uffizi di Firenze. Precedentemente facevano parte della Collezione Contini-Bonacossi, che fu donata al museo fiorentino nel 1969.

## Storia
Le due tavolette, le uniche del Trecento veneziano agli Uffizi, facevano probabilmente parte, secondo una ricostruzione di Rodolfo Pallucchini, di una pala per la cappella di San Nicola in Palazzo Ducale a Venezia datata 1346. L'opera andò distrutta in un incendio del 1483, ma forse qualche tavoletta si salvò. Oppure i due dipinti potevano fare parte della  pala 'feriale' di San Marco, dipinta nel 1345, che serviva appunto per coprire nei giorni feriali la Pala d'oro.
Vennero messe all'asta nel 1925 all'American Art Association di New York come opere di Lorenzo Veneziano, e furono poi ricondotte al più celebre Paolo dalla critica successiva.

## Descrizione e stile
Le due tavolette mostrano la Nascita di san Nicola e l'Elemosina di san Nicola a tre fanciulle povere. In entrambi i dipinti l'artista si dimostra sensibile ai problemi spaziali, forse grazie alla conoscenza diretta degli affreschi di Giotto nella Cappella degli Scrovegni, creando due deliziose scatole prospettiche basate su leggi prospettiche empiriche. La forma degli edifici, con una parete sfondata per mostrare le vicende che si svolgono all'interno, si adattano alla forma centinata delle tavole, con elementi a coronamento che riempiono lo spazio sotto l'archetto trilobato, riservando al fondo oro un piccolo spazio, secondo i pressoché coevi esperimenti della scuola senese.
I colori sono vivaci e pastosi, soprattutto nella scena della Nascita, con la sfarzosa coperta con un motivo a zig-zag blu e oro. Qui, tra vicaci annotazioni prese dalla quotidianità, Nicola neonato, mentre fa il primo bagno, si leva miracolosamente verso la levatrice facendo un gesto di preghiera rivolto al cielo, che la lascia sorpresa, come testimonia la mano che essa porta al petto.
Nella scena dell'Elemosina Nicola, già vescovo, regala di nascosto tre palle d'oro a tre vergini il cui padre, non avendo soldi per dotarle, vorrebbe avviarle alla prostituzione.
Le fisionomie dei personaggi sono simili a quelle del polittico di Dignano e del polittico di Veglia. L'accentuata lumeggiatura dei volti è un retaggio bizantino che era ancora persistente a Venezia.